# Anchuras
Anchuras település Spanyolországban, Ciudad Real tartományban. Anchuras Sevilleja de la Jara, Robledo del Mazo, Los Navalucillos és Helechosa de los Montes községekkel határos. Lakosainak száma 274 fő (2024).

## Népesség
A település népessége az elmúlt években az alábbi módon változott:
| Lakosok száma | 431  | 444  | 383  | 373  | 358  | 342  | 331  | 327  | 274  | 274  |
|               | 2001 | 2004 | 2006 | 2009 | 2011 | 2014 | 2016 | 2019 | 2021 | 2024 |